# A198 (Russland)
Die A198 ist eine russische Fernstraße in der Oblast Kaliningrad. Sie führt von Gussew in nordwestlicher Richtung nach Sowetsk an der Memel.
Die A198 entspricht einem Teilabschnitt der früheren (bis 1945) deutschen Reichsstraße 132, die in der Zeit ihrer längsten Ausdehnung von der litauischen Grenze bei Nimmersatt durch das Memelland und das östliche Ostpreußen zur russischen Grenze bei Prostken führte.

## Verlauf
00 km – Gussew (Gumbinnen)
05 km – Sewerny (Klein Kannapinnen, 1938–1946: Kleinblecken)
07 km – Otschakowo (Groß Kannapinnen, 1938–1946: Steinsruh)
10 km – Jasnoje Pole (Packallnischken, 1938–1946: Bergendorf (Ostpr.))
14 km – Maiskoje (Mallwischken, 1938–1946 Mallwen)
24 km – Meschduretschje (Groß Pillkallen, 1938–1946 Kallenfeld)
29 km – Uljanowo (Kraupischken, 1938–1946 Breitenstein), Querung des Instrutsch (Inster)
32 km – Gruschewka (Groß Perbangen)
39 km – Lunino (Lengwethen, 1938–1946 Hohensalzburg)
46 km – Schdanki (Tilszenehlen, 1936–1938 Tilschenehlen, 1938–1946 Quellgründen)
50 km – Dubrawino (Palentienen, 1938–1946 Palen)
55 km – Neman (Ragnit)
57 km – Mitschurinski (Althof-Ragnit)
60 km – Dubki (Paskallwen, 1938–1946 Schalau)
66 km – Sowetsk (Tilsit)